# María Mariño Carou
María Mariño Carou   (Noia, 8 de juny de 1907 - San Xoán de Seoane do Courel, 19 de maig de 1967) va ser una escriptora gallega de la generació del 36, autora de Palabra no tempo (1963) i Verba que comenza (1990). Va compaginar la seva activitat intel·lectual amb una vida discreta allunyada dels cenacles literaris. A ella se li va dedicar el Dia de les Lletres Gallegues de l'any 2007, convertint-la en la tercera dona homenatjada amb aquest reconeixement després de Rosalía de Castro el 1963 i Francisca Herrera Garrido el 1987.

## Biografia
Va ser la quarta dels cinc fills de Filomena Carou Lado i Xosé María Mariño Pais: María de la Concepción (1898), Emilio (1901), Cándido (1902), María (1907) i Asunción (1908). La seva infància i joventut van estar marcades per les dificultats econòmiques de la família. A Noia va cursar uns anys en una escola de monges i després va fer treballs de modista per les cases. Posteriorment es va traslladar a Escarabote (Boiro, La Corunya), on una familiar seva, Consuelo, va treballar com a cuinera al Pazo de Goiáns. Algunes fonts narren que Mariño tenia accés a la biblioteca i seria on es va afeccionar a la literatura, malgrat d'altres fonts no donen veracitat a aquest relat.
Poc després de l'inici de la Guerra Civil espanyola, va marxar a Berango, Biscaia, on vivia la seva germana gran, Concha. Després de la conquesta d'aquella zona per les tropes franquistes, va tornar a Boiro, on va fer classes als nens. Allà va conèixer el mestre compostel·là Roberto Pose Carballido, qui treballava a Escarabotiño. S'hi van casar a l'església de Santiago de Lampón el 31 de maig de 1939. El 1943 van anar a Arzúa, La Corunya; i el 1945 a Elantxobe, Biscaia. Quan el 1946 van tornar a Galícia, es trobava embarassada. Van decidir anar a viure a les mines de San Fins (Lousame, La Corunya), on treballaven la mare de Mariño i el seu germà Emilio, i on tindrien assistència mèdica. Allà, amb 39 anys, va donar a llum el 6 de setembre de 1946 un fill, Roberto; però el nadó va morir el 10 d'octubre a causa d'una gastroenteritis aguda.
El seu marit va ser enviat a Romeor (Folgoso do Courel, Lugo) i després es van traslladar per consell mèdic a Parada do Courel, a causa de la depressió nerviosa que patia l'escriptora. A Parada va viure la resta de la seva vida. Va finar el maig de 1967 a causa d'una leucèmia. Les seves restes mortals reposen al cementiri de Seoane do Courel.

## Carrera literària
A mitjans dels anys 50, María Mariño va començar a escriure poemes, primer en castellà i després en gallec. Després, a Courel, va conèixer el poeta Uxío Novoneyra qui va impulsar la publicació d'aquests versos. Palabra no tempo es va publicar l'any 1963, a la col·lecció Tesos cumes d' Ediciones Celta, amb prefaci d'Otero Pedrayo i il·lustracions de Reimundo Patiño.
Sense gairebé cap relació en el món literari, l'aïllament i la marginalitat que van caracteritzar el treball creatiu de les dones van condicionar en moltes ocasions la recepció de la seva obra. Es van plantejar dubtes sobre l'autoria dels poemes i, fins i tot, si ella realment existia.
«Va ser la primera poeta mística de Galícia. Una mística sense dogma, amb tot el patetisme que dona la imminència de la pròpia mort, més encara quan aquesta és prematura» 
23 anys després del decés de l'escriptora, el 1990, Uxío Novoneyra i Antón Avilés de Taramancos van promoure una edició dels darrers poemes de Mariño. El volum, titulat Verba que comenza, acabat per la poeta el març de 1967 —dos mesos abans de finar—, fou publicat pel municipi de Noia, amb un estudi de Carmen Blanco García. La seva poesia és radicalment intimista, amb un llenguatge disruptiu.
També va escriure dos textos narratius en castellà: Los años pobres. Memoria de guerra y posguerra, obra desapareguda, coneguda només per la menció feta per Novoneyra, i Más allá del tiempo, de 1965,  desapareguda des de fa més de quaranta anys, trobada i publicada l'any 2007 per l'editora Helena González Fernández al segell Alvarellos.

## Reconeixements
Va rebre homenatges de les revistes Dorna i Carabela de Xiada, de la localitat de Noia (1983) i de l'Associació d'Escriptors en Llengua Gallega. També ha sigut inclosa en antologies i anàlisis crítiques, el què ha contribuit a situar-la en un lloc d'honor en les lletres gallegues.
En el ple del 7 de juliol de 2006, els membres de la Reial Acadèmia Gallega van decidir dedicar-li el Dia de les Lletres Gallegues de l'any següent. També va ser homenatjada el 2024 en el Dia de les Gallegues a les Lletres.

## Obra

### Poesia (en gallec)
- Palabra no tempo (1963, Ediciones Celta).
- Verba que comenza (1990, Ajuntament de Noia).

### Narrativa (en castellà)
- Los años pobres. Memoria de guerra y posguerra (inèdit).
- Más allá del tiempo (2007, Alvarellos Editora).

### Recopilacions
- Obra completa (1994, Edicións Xerais de Galicia), publicada per Victoria Sanjurjo Fernández.
- Antoloxía poética (2007, Editorial Galaxia), editada per Patricia Arias Chachero.[16]
- As voces de María Mariño (audiollibre) (en gallec).  La Corunya: Conselleria de Cultura e Deporte,  La Voz de Galicia, 2007. ISBN 978-84-9757-235-4. OCLC 430974727., llibre amb biografia de l'autora i un CD amb poemes narrats amb música gallega de fons.